# Горки (Губаницкое сельское поселение)
Го́рки (фин. Korkka) — деревня в Клопицком сельском поселении Волосовского района Ленинградской области.

## История

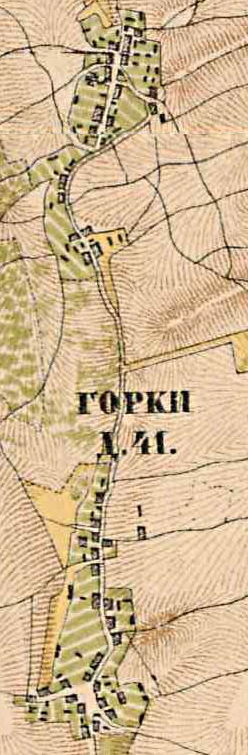
План деревни Горки. 1885 год

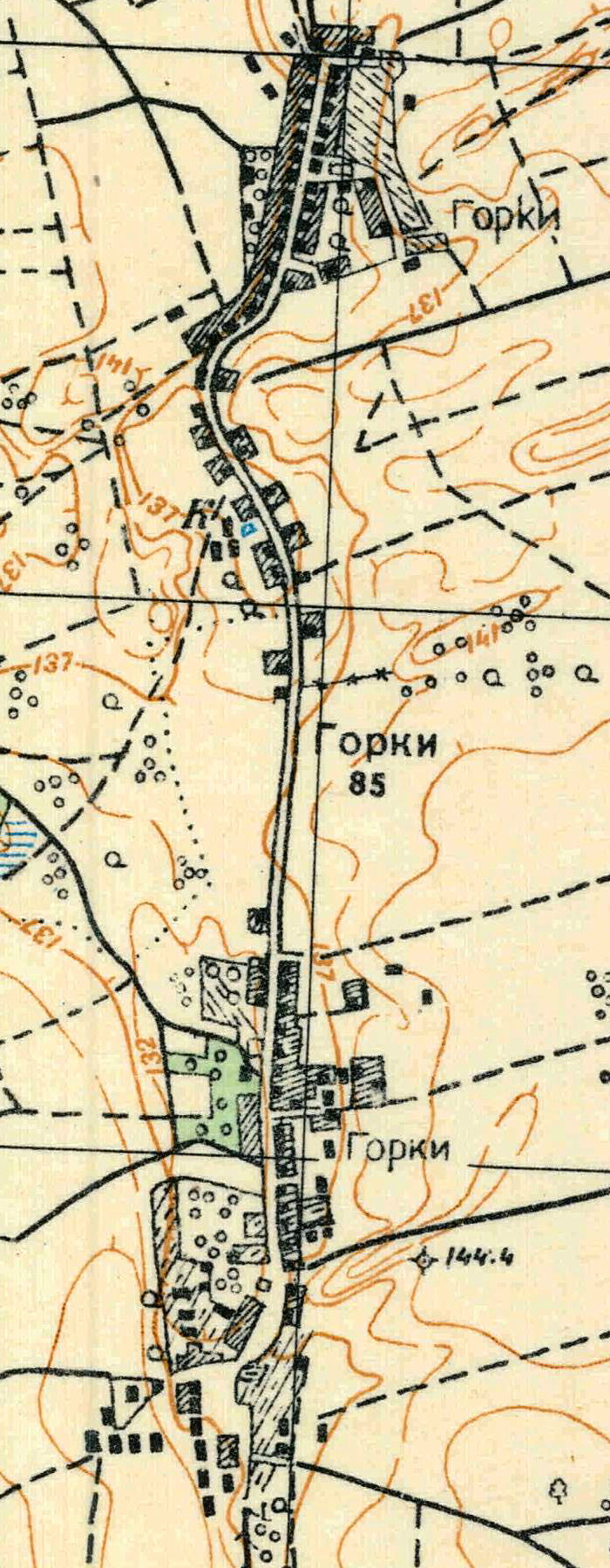
План деревни Горки. 1931 год

Впервые упоминается в Писцовой книге Водской пятины 1500 года как сельцо Горка в Ильинском Заможском погосте в Бегуницах.
Затем как пустошь Gorka Ödhe в Заможском погосте в шведских «Писцовых книгах Ижорской земли» 1618—1623 годов.
На карте Ингерманландии А. И. Бергенгейма, составленной по материалам 1676 года, обозначены смежные деревни Susigorka и Davisagorka.
На шведской «Генеральной карте провинции Ингерманландии» 1704 года — деревни Susna gårkå и Davis gårkå.
Две соседние деревни Суна Горка и Дани Горка упомянуты на «Географическом чертеже Ижорской земли» Адриана Шонбека 1705 года.
Деревня Горка обозначена на карте Ингерманландии А. Ростовцева 1727 года.
Деревня являлась вотчиной императора Александра I из которой в 1806—1807 годах были выставлены ратники Императорского батальона милиции.
Две смежные деревни Горки упоминаются на карте Санкт-Петербургской губернии Ф. Ф. Шуберта 1834 года.

ГОРКИ — деревня принадлежит тайной советнице баронессе Икскуль, число жителей по ревизии: 114 м. п., 118 ж. п. (1838 год)

На карте Ф. Ф. Шуберта 1844 года обозначена деревня Горки и смежная с ней вторая деревня Горки, расположенная южнее, состоящая из 22 крестьянских дворов.
В пояснительном тексте к этнографической карте Санкт-Петербургской губернии П. И. Кёппена 1849 года она записана как деревня Gorka (Горки) и указано количество её жителей на 1848 год: савакотов — 89 м. п., 103 ж. п., всего 192 человека.

ГОРКИ — деревня барона Врангеля, по просёлочной дороге, число дворов — 43, число душ — 102 м. п. (1856 год)

Согласно 10-й ревизии 1856 года деревня Горка принадлежала статскому советнику Егору Ермолаевичу Врангелю.
Согласно «Топографической карте частей Санкт-Петербургской и Выборгской губерний» 1860 года деревня Горки состояла из двух смежных деревень. В деревне Горки расположенной севернее было 20 дворов и лютеранская церковь, во второй деревне Горки, расположенной южнее, было 19 дворов .

ГОРКИ — деревня владельческая при колодцах, по левую сторону от Самрянской дороге в 44 верстах от Петергофа, число дворов — 35, число жителей: 102 м. п., 91 ж. п. (1862 год)

В 1881 году временнообязанные крестьяне деревни выкупили свои земельные наделы у барона М. Г. Врангеля и стали собственниками земли.
Согласно «Карте окрестностей Санкт-Петербурга» в 1885 году деревня Горки состояла из 41 крестьянского двора.
Согласно материалам по статистике народного хозяйства Петергофского уезда 1887 года, мызы Торосово и Горки общей площадью 2077 десятин принадлежали барону А. Е. Врангелю, они были приобретены до 1868 года. Работали кузница, кирпичный и известковый заводы.
В конце XIX века деревня административно относилась к Губаницкой волости 1-го стана Петергофского уезда Санкт-Петербургской губернии, в начале XX века — 2-го стана. Население деревни было однородным — финским.
По данным «Памятной книжки Санкт-Петербургской губернии» за 1905 год мызы Торосово и Горки общей площадью 2076 десятин принадлежали барону Михаилу Егоровичу Врангелю.
К 1913 году количество дворов в деревне увеличилось до 51.
С 1917 по 1923 год деревни Горки 1 и Горки 2 входили в состав Горского сельсовета Губаницкой волости Петергофского уезда.
С 1923 года в составе Троцкого уезда.
Согласно данным переписи населения СССР 1926 года в деревне Горки I проживали 190 человек — финны-ингерманландцы и одна русская семья; в деревне Горки II — 175 человек, финны-ингерманландцы и одна русская семья.
С февраля 1927 года в составе Венгиссаровской волости. С августа 1927 года в составе Волосовского района.
В 1928 году население деревень Горки 1 и Горки 2 также составляло 365 человек.
Согласно топографической карте 1931 года общая деревня Горки насчитывала 85 дворов.
По данным 1933 года в состав Горского сельсовета Волосовского района входили две смежные деревни Горки I и Горки II. Деревня Горки II являлась административным центром сельсовета в который входили 16 населённых пунктов: деревни Везиково, Волгово, Новое Волгово, Горки I, Горки II, Новые Горки, Котино, Кургалово, Миньково, Муратово, Ожогино, Пекколово, Поляково, Рамболово, Хюльгиза и посёлок Волгово, общей численностью 1815 человек.
По данным 1936 года в состав Горского сельсовета входили 17 населённых пунктов, 452 хозяйств и 5 колхозов. Административным центром сельсовета была деревня Горка II.
C 1 августа 1941 года по 31 декабря 1943 года деревня находилась в оккупации.
С 1954 года в составе Губаницкого сельсовета.
С 1963 года в составе Кингисеппского района.
С 1965 года вновь в составе Волосовского района. В 1965 году население деревень Горки 1 и Горки 2 составляло 158 человек.
По данным 1966 и 1973 годов в составе Губаницкого сельсовета также находились две смежные деревни Горки I и Горки II.
По административным данным 1990 года в состав Губаницкого сельсовета входила одна общая деревня Горки.
В 1997 году в деревне Горки проживали 40 человек, деревня относилась к Губаницкой волости, в 2002 году — 55 человек (русские — 80 %), в 2007 году — 27 человек.
В мае 2019 года Губаницкое и Сельцовское сельские поселения вошли в состав Клопицкого сельского поселения.

## География
Деревня расположена в северо-восточной части района на автодороге 41К-351 (подъезд к дер. Горки).
Расстояние до административного центра поселения — 14 км.
Расстояние до ближайшей железнодорожной станции Волосово — 19 км.

## Демография
| 2002 | 2007 | 2010 | 2017 |
| ---- | ---- | ---- | ---- |
| 55   | ↘27  | ↗36  | ↗53  |

### Национальный состав
Согласно данным Всероссийской переписи населения 2021 года в деревне проживали 77 человек, из них:
 русские — 70 человек, таджики — 2, белорусы — 1, остальные национальность не указали.

## Фото

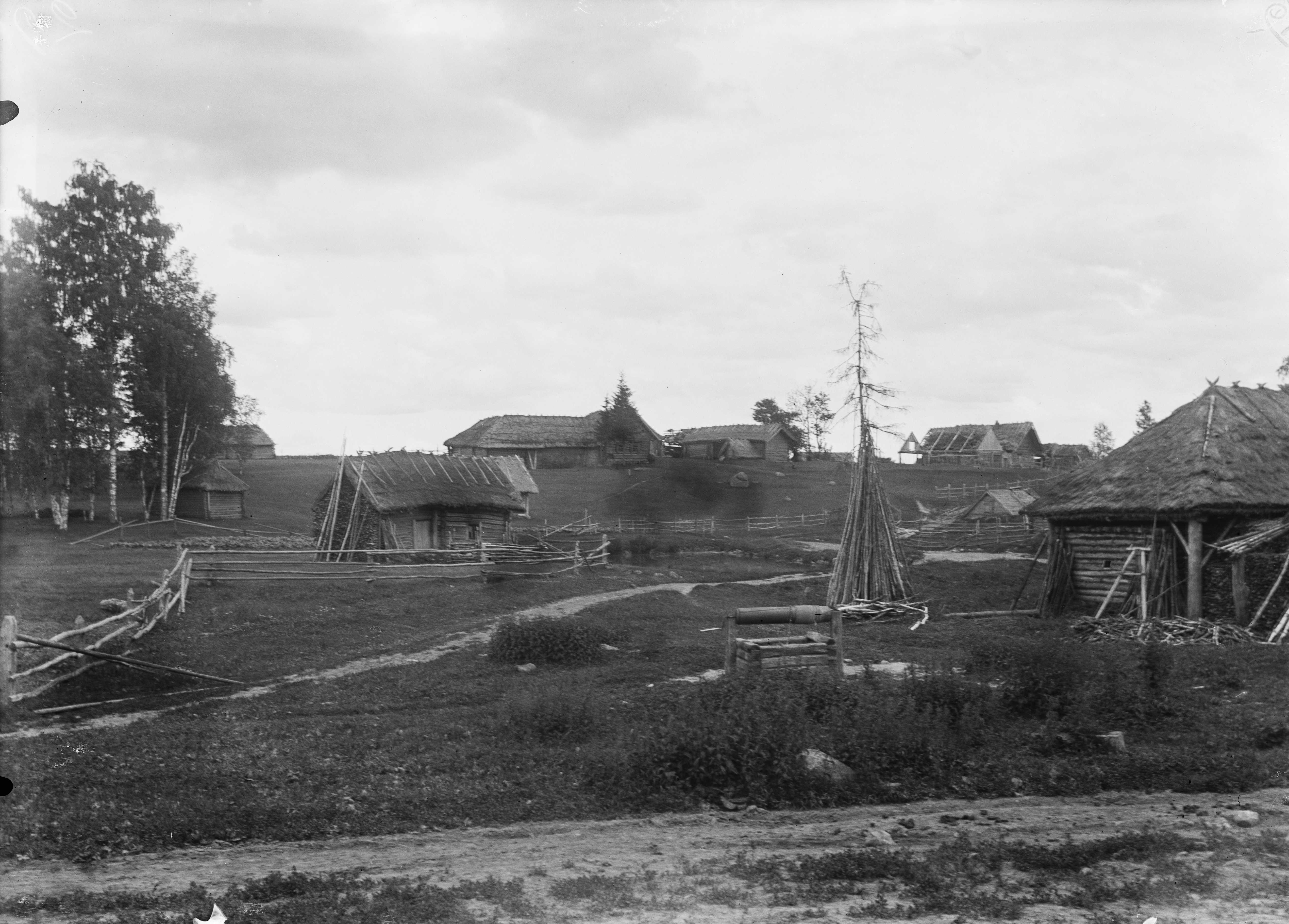
Деревня Горки. Фото Самули Паулахарью[фин.]. 1911 год

## Улицы
Высокая, Дачный переулок, Лесной переулок.